# 데릭 존스 주니어

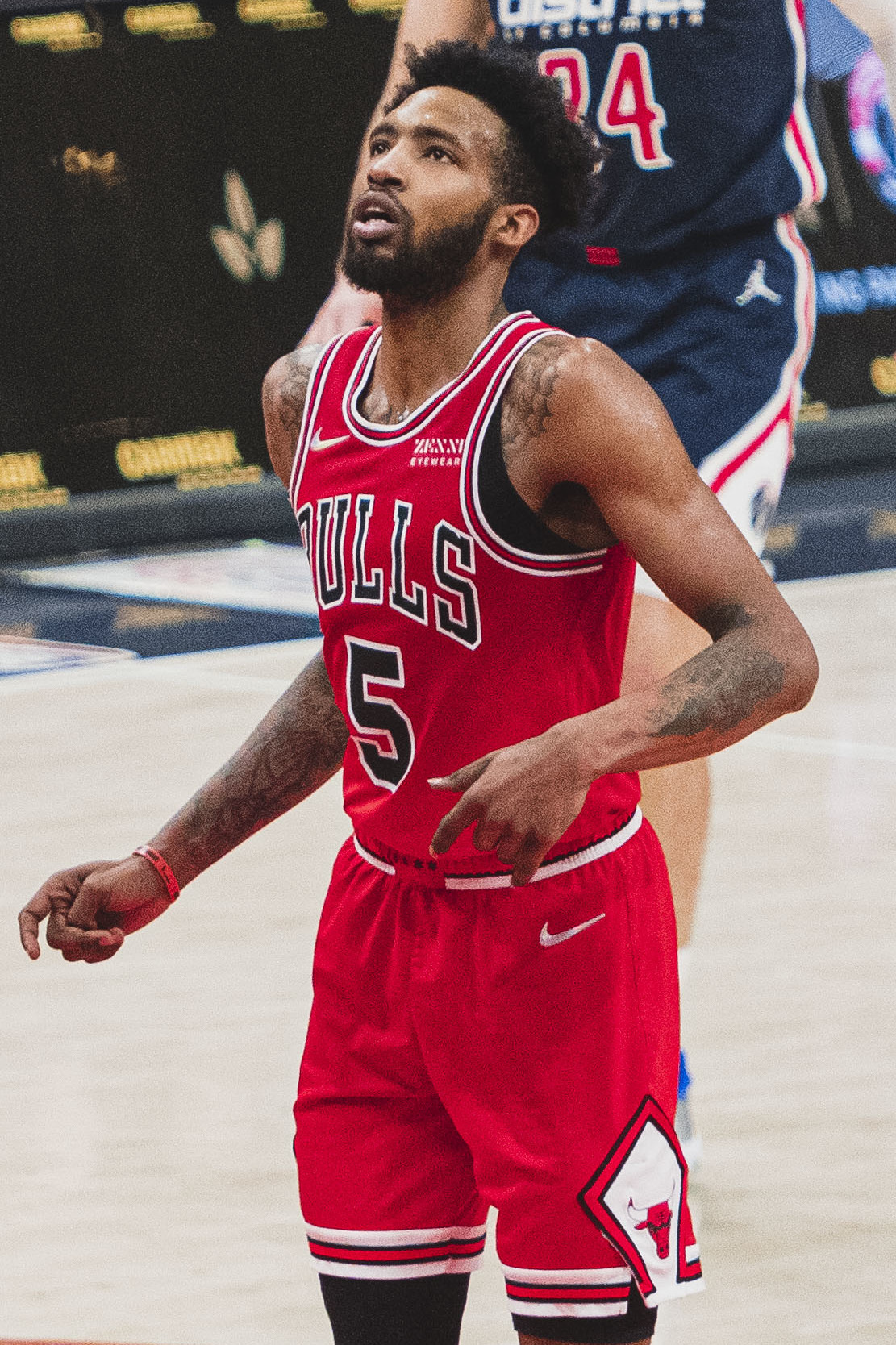

데릭 존스 주니어(Derrick Jones Jr., 본명: 데릭 라브렌트 존스 주니어, Derrick Labrent Jones Jr., 1997년 2월 15일 ~ )는 전미 농구 협회(NBA) 로스앤젤레스 클리퍼스의 미국 프로 농구 선수이다. UNLV 런닝 레벨스(UNLV Runnin' Rebels)에서 대학 농구를 했다. 덩크슛 능력 때문에 '비행기 모드'(Airplane mode)라는 별명을 갖고 있다.

## 프로 경력
- 피닉스 선즈(2016~2017)
- 마이애미 히트(2017~2020)
- 포틀랜드 트레일 블레이저스 (2020-2021)
- 시카고 불스 (2021-2023)
- 댈러스 매버릭스 (2023-2024)
- 로스앤젤레스 클리퍼스(2024~현재)